# 1954 în științifico-fantastic
- 1953 în științifico-fantastic — 1954 în științifico-fantastic — 1955 în științifico-fantastic

1954 în științifico-fantastic a implicat o serie de evenimente:
- 3 - 6 septembrie - a 12-a ediție Worldcon la San Francisco; Președinte: Lester Cole și Gary Nelson, invitat de onoare: John W. Campbell

## Nașteri și decese

### Nașteri
- Victor Milán, scriitor american, mort în 2018.
- 16 februarie : Iain Banks, scriitor britanic, mort în 2013.
- 14 aprilie : Bruce Sterling, scriitor american.
- 1 septembrie : David Wingrove, scriitor britanic.
- 11 decembrie : Richard Paul Russo, scriitor american.

- Hajo F. Breuer (d. 2014)
- Emma Bull
- Diane Carey
- George Ceaușu
- Paul Di Filippo
- J. M. Dillard (Pseudonimul lui Jeanne Kalogridis), a scris romane în universul Star-Trek
- Martin Baresch
- Arndt Ellmer
- Werner K. Giesa, Pseudonimul lui Curt Carstens (d. 2008)
- Colin Greenland
- Kazuo Ishiguro
- Graham Joyce (d. 2014)
- Ellen Klages
- Viktor Koman
- Reinhard Kriese
- Michael P. Kube-McDowell
- James D. MacDonald
- Ken MacLeod
- Ernst-Eberhard Manski
- Kathleen O’Neal Gear
- Paul Park
- Christoph Ransmayr
- Joel Rosenberg (d. 2011)
- J. Michael Straczynski, creator al francizei media Babylon 5
- Lawrence Watt-Evans
- Klaus Peter Wolf

### Decese
- Jack Bechdolt (n. 1884)
- Robert Ames Bennet, a scris în genul lume pierdută (n. 1879)
- Ellen MacGregor,  serial Miss Pickerell (n. 1906)
- Alpheus Hyatt Verrill (n. 1871)
- Thea von Harbou, a scris scenariul filmului clasic Metropolis (n. 1888)
- James Hilton (n. 1900)

## Cărți

### Romane
- Fahrenheit 451 de Ray Bradbury
- Povara cunoașterii de Poul Anderson
- Cavernele de oțel de Isaac Asimov
- Planeta uitată de Murray Leinster
- Planete de vânzare de A. E. van Vogt și E. Mayne Hull
- Drum printre aștri  de Radu Nor și I. M. Ștefan

### Colecții de povestiri
- Monștrii de Robert Sheckley
- Untouched by Human Hands de Robert Sheckley

### Povestiri
- „Adjustment Team” de Philip K. Dick
- „Ceva pe gratis” de Robert Sheckley
- „Cheia laxiană” de Robert Sheckley
- „The Houses of Iszm” de Jack Vance
- „Nu atingeți nimic” de Robert Sheckley
- „Un hoț în timp” de Robert Sheckley

## Filme
- Them! de Gordon M. Douglas
- 20.000 leghe sub mări de Richard Fleischer

## Premii
- Premiul Hugo pentru cel mai bun roman:[3] - nu s-a acordat